# 国家社会主义
國家社会主义（德語：Nationaler Sozialismus），也譯作民族社会主义，是20世紀上半葉於德国境內流行的政治思潮。此意识形态起源於19世紀末葉（1890年代）的歐洲，融合了來自国家主义、民族主义與社會主義的不同元素。
国家社会主义是一种主张民族共同体至上的社会主义意识形态，这与主张国际主义的传统马克思社会主义相对。更激進的纳粹主义也被视为国家社会主义的一个分支。

## 詞義
国家社会主义（德語：Nationaler Sozialismus）這個政治詞彙源于德语，字面意义也可以理解为：民族的社会主义。在国家社会主义思潮出现之前，德国出现了王朝社會主義（德語：Staatssozialismus），其字面意义是君主制下的社会主义。在这种情况下，德语国家社会主义思潮采用了现在这个词组。这个词的逻辑背景是“以德国社会主义的民族主义对抗马克思主义的国际主义”。
尽管其他幾個政黨也使用过國家社會主義黨或國家社會主義運動这个名稱，但唯一在意識形態上被正式應用的就是納粹主義。
目前，一些新納粹的社會运动也在使用这个名词。

## 歷史
1871年普法戰爭之後德國首相奧托·馮·俾斯麥完成了德國統一，但王朝政府左面受到工人運動的威脅，右面受到資產階級政黨民主訴求的壓力。俾斯麥既反左又反右，強力推出6000餘條保護勞工的法令，既保護了王朝利益，也實現了他的國家需要照看人民的政治理念。俾斯麥的福利制度和政策被称为王朝社會主義（德語：Staatssozialismus）。但自1890年，德國社會民主黨渐渐形成一个观点，即以前那些旧王朝的国家精英们并没有在德国实现社会主义。
在俾斯麥的社會立法獲得成功的情形下，作为一种既不同于社会主义，也不同于资本主义的第三位置思潮出现。这就是国家社会主义。应该看到的是，国家社会主义最初活跃于经济政策方面，随后再开始深入到意識形態和国家政治方面。
俾斯麥的王朝社會主義的福利制度和政策得到民眾的廣泛支持，也因此為國家社會主義追捧，並被追認為國家社會主義的前身。在此基礎上抽象出來的依賴、倡導國家機器直接操控生產資料的一種既不是意識形態，也不是政治制度的經濟架構被稱為國有社會主義。國有社會主義也被认为是国家社会主义的主要经济政策。在生产关系方面，国家社会主义与社会主义相似，提倡一种能和社会化生产大分工相适应的以国家计划为主体的生产分配调控。但在生产资料所有制方面，国家社会主义与社会主义并不相同，同时也反对那种生产资料为个人所有的资本主义制度。以共产主义为意识形态的社会主义强调生产资料公有。而国家社会主义强调的是生产资料在所谓国家意志影响下的监控，政府并不直接控制生产资料的配置和使用，但政府代表国家拥有对生产资料的绝对控制权，使用权和分配权。
在第一次世界大戰期間，社會學家約翰·普倫格談到“國家社會主義”在德國的興起时说，“1914年思想”是对法國大革命的“1789年思想”的一场戰爭；包括人權，民主，個人主義和自由主義的“1789年思想”正在被包括“德國價值”的職責，紀律，法律和秩序的“1914年思想”所拒絕。普倫格認為，民族共同体（德語：volksgemeinschaft）將取代階級劃分，以及“種族同志”们會團結起來，建立一個“無產階級”德國对抗“資本主義”英國的社會主義社會。在经济上，这个國家社會主義以一種国有社會主義的形式来促進經濟，并为德國的整体利益服务。这个國家社會主義反对資本主義，因为資本主義所包含的部件并不符合德国的国家利益。另一方面，國家社會主義将取得出比資本主義更高的效率。普倫格主張通过專制統治精英的技術官僚来发展國家社會主義。
普倫格的論點在當時是公認的一個重要論據，主張在强国内促進社會正義。支持这种观点的包括：右翼德国社會民主黨人康拉德·黑尼施、海因里希·库诺、Paul Lench和庫爾特·舒馬赫；保守革命者亚瑟·莫勒·范·登·布鲁克和Max Hildebert Boehm；以及納粹党人Ernst Krieck、戈特弗里德·费德尔和Eduard Stadtler。普倫格的論點也构成了納粹主義的基础。
工業家、作家和政治家瓦爾特·拉特瑙在1916年《即将来临的日子》（德語：Von kommenden Dingen）写道，未来的“人民政府”将弥合资本家和工人阶级的裂痕，并强迫资本家们接受国家的旨意。他将通过税收限制高收入及财产分配，鼓励增加公共教育，鼓励工人阶级更多的參與，消除壟斷和防止投機和懶惰。拉特瑙的观点吸引了很多年青人和民族主义者，并对國家社會主義后来的发展起了决定性的影响。
1918年之后，德国的政治思潮出现了一股试图阻止共产主义蔓延的保守革命运动。而国家社会主义则同时出现了反对民主主义的倾向。国家社会主义认为民主主义不仅不能代表整个民族的利益，反而是资本主义政客创造出来的一套统治工具，是可怕的谎言。国家社会主义认为民主主义强调的是民权是以牺牲国家利益为代价换取部分人个人需要的满足。国家社会主义认为民主是一种效率低下的社会制度，会使国家政策制定变的更加混乱和无效，进而会影响到国家在国际间的竞争能力。
德國社會學家维尔纳·桑巴特的著作《德意志社會主義》（Deutscher Sozialismus）寫成於1934年，乃此轉化時期的重要著作，然其理論並未全然邁向希特勒與納粹黨意義下的納粹主義。在《德意志社會主義》一書中，桑巴特將国家社会主义的譜系追溯至柏拉圖之《理想國》中的「正義城邦」：在一個邦國中實現全體人民各以其專屬之技藝與德性去從事「正義」的事業。由於桑巴特，柏拉圖之政治思想在某種程度上成為国家社会主义概念的歷史遠源。
在意識形態方面，國家社會主義認為國家是絕對物，所有個人和集團都是相對的，國家是個人真正的理性和自由意志的體現，個人必須絕對服從國家。

## 与納粹主義的关系
納粹主義即“国社主义”（德語：Nationalsozialismus）。1923年，阿尔弗雷德·罗森堡发表了《国家社会主义还是国社主义》（Nationaler Sozialismus oder Nationalsozialismus）一文，详细论述了国家社会主义和国社主义的差别。
1930年代乃是一個國家社會主義轉化過渡至納粹主義的階段，兩者間之意識型態概念乃有所承接，但後續之納粹主義的發展則失卻國家社會主義的多義性質，逐漸向義大利法西斯靠攏，轉化成特質屬於政治與經濟上極端之意識型態。
納粹主義与国家社会主义不同点还包括，納粹主義的意識形態含有極大的种族主义和法西斯主义思想，并在政治上亦实现極端的愛國主義和專制獨裁統治。
尽管在很多国家出现过国家社会主义运动和政党，历史上唯一一次的理念实现就是納粹主義，在希特勒時代達至高峰。

## 戰爭經濟结构
第一次世界大戰前，德國社會民主黨黨內有部分人士提倡戰爭社會主義，即透過中央統制的經濟制度來因應戰爭。此種主張是往後納粹德國總體戰經濟制度的雛形。
隨著第二次世界大戰的開始，工人被要求入伍；而工會與行業協會也成為戰爭機器的一部分。自由經濟因此受到嚴重壓制，旨在提高武器裝備生產的中央計劃取代了市場經濟。消費品開始出現配給制。戰爭社會主義概念正是通過這些重要步驟過渡到國家社會主義。